# Eupelmus boharti
Eupelmus boharti är en stekelart som beskrevs av Yoshimoto och Ishii 1965. Eupelmus boharti ingår i släktet Eupelmus och familjen hoppglanssteklar. Inga underarter finns listade i Catalogue of Life.